# Rinderhorn
Rinderhorn – szczyt w Alpach Berneńskich, części Alp Zachodnich, w Szwajcarii, w kantonie Valais, blisko granicy z kantonem Berno.
Należy do grupy Balmhornu. Na północ od szczytu znajduje się Kandersteg, na południu Leukerbad. Na wschodzie leży Balmhorn, zaś na północnym wschodzie lodowiec Schwarzgletscher oraz szczyt Altels. Na zachodzie położona jest przełęcz Gemmi, będąca jednym z najdogodniejszych punktów wyjściowych przy zdobywaniu Rinderhornu.
Pierwszego odnotowanego wejścia dokonali Gottlieb Samuel Studer i Joseph Grichting 6 września 1854 r.